# Acaroconium punctiforme
Acaroconium punctiforme är en lavart som beskrevs av Kocourk. & D. Hawksw. 2008. Acaroconium punctiforme ingår i släktet Acaroconium, divisionen sporsäcksvampar och riket svampar.   Inga underarter finns listade i Catalogue of Life.